# Војна академија (ТВ серија)
Војна академија је српска ТВ серија премијерно емитована на националном каналу РТС 1 од 2012.  године. Прву епизоду серије гледало је 2,22 милиона  гледалаца.

## Радња
Ова ТВ серија описује групу војних кадета који бивају примљени на академију, где почиње њихово образовање за војне пилоте, али и друге авантуре.
Прича прати неколико личних судбина кадета и кадеткиња од прве радосне вести да су примљени на студије Војне академије, преко судара са реалношћу војничког живота, до успостављања равнотеже између напора и љубави њихових младих живота.
У првој епизоди матуранти добијају обавештења да су примљени на студије на Војној академији. Главни ликови су неколико будућих кадеткиња и кадета чији се живот изненада мења овом, за већину њих, радосном вешћу. Ту су и њихови родитељи, из различитих социјалних окружења и из разних делова Србије, који различито и реагују на професионални избор своје деце - од гротескног усхићења, до тихог негодовања, зависно од многих клишеа и предрасуда који постоје наслеђени из претходних времена...

## Улоге

### Главне
- Радован Вујовић као Кадет (касније поручник) Радисав Рисовић "Рис" (сезоне 1−3)
- Бојан Перић као Кадет (касније поручник, па капетан) Данијел Стошић "Столе"
- Тијана Печенчић као Кадеткиња (касније поручница, па капетан) Милица Зимоњић  "Зимче"
- Драгана Дабовић као Кадеткиња (касније поручница) Инес Шашвари "Шаша"
- Иван Михаиловић као Кадет (касније поручник, па капетан) Мирко Клисура
- Бранко Јанковић као Кадет (касније поручник, па капетан) Живојин Џаковић  "Џале"
- Јелисавета Орашанин као Кадеткиња (касније поручница, па капетан) Весна Роксандић "Рокса" (сезоне 1−3, 5)
- Тамара Драгичевић као Кадеткиња (касније поручница, напустила службу и посветила се адвокатури) Надица Арсић
- Ања Станић као Кадеткиња Лела (главни: сезона 1; епизодни: сезона 2)
- Никола Ракочевић као Кадет Милан Лакићевић "Лаки" (сезоне 1−2)
- Невена Ристић као Кадеткиња Бисенија Томић "Биса" (сезоне 1−2)
- Љубомир Бандовић као Капетан (касније мајор) Илија Жарач (сезоне 1−3)
- Небојша Миловановић као Капетан (касније мајор, па потпуковник) Драган Кашанин
- Милош Тимотијевић као Поручник (касније капетан, па потпуковник) Видоје Васиљевић "Васке" (сезоне 1−3, 5)
- Анђела Јовановић као Кадеткиња (касније потпоручник) Светлана Савић (сезоне 3− )
- Гордана Пауновић као Кадеткиња (касније потпоручник) Марија Гаћеша (сезоне 3− )
- Андреа Ржаничанин као Кадеткиња (касније потпоручник) Анђела Бањац (сезоне 3− )
- Ђорђе Стојковић као Кадет (касније потпоручник) Груја Голијанин (сезоне 3− )
- Вучић Перовић као Кадет (касније потпоручник) Богољуб Јанковић (сезоне 3− )
- Славен Дошло као Кадет (касније потпоручник) Илија Морача (сезоне 3− )
- Драган Бјелогрлић као Потпуковник (касније пуковник) Мирослав Панић (сезоне 3−4)
- Тихомир Станић као Пуковник (касније генерал) Зековић (главни: сезоне 3−4; епизодни: сезоне 1−2)
- Радослав Миленковић као Чика Жиле (главни: сезона 3; епизодни: сезона 4)
- Гордан Кичић као Познати глумац (сезоне 3−4)
- Драган Мићановић као Адвокат Јован Пете (сезона 3)
- Олга Одановић као Милијарда Клисура (главни: сезоне 3−; епизодни: сезоне 1−2)
- Тамара Крцуновић као Мајор (потпуковник) Вера Антић (сезона 3,5)
- Јелица Сретеновић као Куварица Бранкица Тодоровић "Буразер" (главни: сезоне 3−4; епизодни: сезоне 1−2)
- Милица Михајловић као Куварица Бранислава Шекуларац "Шеки" (главни: сезона 3; епизодни: сезоне 1−2)
- Јован Јовановић – Гвозден Савић (сезона 4-5)
- Јована Беловић – Нађа Лалић (главни: сезона 4; епизодни: сезона 3)
- Радивоје Буквић – Проф. мајор Миодраг Марковић (сезона 4)
- Виктор Савић − Капетан корвете Здравко Бркић (сезона 4-)
- Младен Нелевић као Десимир Џаковић (главни: сезона 4; епизодни: сезоне 1−3)
- Предраг Смиљковић као Богољуб Зимоњић (главни: сезона 4; епизодни: сезоне 1−3)
- Марија Вицковић – Рија (сезона 4)
- Марија Бергам - Александра (сезона 4)
- Милан Марић − Огњен (сезона 4)
- Марко Гверо − Потпуковник Данило Јеж (сезона 4)
- Марија Гашић − Глогиња Јовановић (сезона 4)
- Анка Гаћеша − Виолета (главни: сезона 4; епизодни: сезона 3)
- Милица Томашевић − Маруша Јовановић (сезона 4)
- Миодраг Крстовић као Тими Јанковић, Богољубов отац (главни: сезона 5; епизодни: сезона 3)
- Бранка Пујић као Mилена, Цецина мајка (главни: сезона 5; епизодни: сезона 4)
- Драган Петровић Пеле као Васа, Цецин отац (главни: сезона 5; епизодни: сезона 4)
- Татјана Венчеловски као Калиопе (главни: сезона 5; епизодни: сезоне 3-4)
- Нина Јанковић као мајор Данка Обрадовић (сезона 5)
- Ваја Дујовић као поручница Радмила Вуруна (сезона 5)
- Танасије Узуновић као Ратко Обрадовић (сезона 5)
- Примож Врховец као Антон Гуштин (сезона 5)
- Павле Менсур као Милојевић (сезона 5)
- Јована Миловановић као Нена Рељић (сезона 5)
- Ђорђе Крећа као Мирић (сезона 5)
- Радоје Чупић као пуковник Урош Протић (сезона 5)

### Епизодне
- Бранислав Лечић као Генерал Никола Стефановић, начелник академије (сезоне 1−2)
- Јелена Јовичић као Др Весна, психолог академије (сезоне 1−2, 4)
- Соња Дамјановић као Др Јасна Готовуша, лекарка на академији (сезоне 1−2)
- Нина Граховац као Поручница Љ. Луковић, Зековићева бивша супруга (сезоне 1−2)
- Тања Пјевац као Потпоручница Деса Илић (сезона 1)
- Горан Јокић као Капетан Радомир Ковачевић (сезоне 1−2)
- Миодраг Кривокапић као Професор Вилотић, професор математике на академији (сезоне 1−2)
- Горан Радаковић као Професор Чучковић, професор физичког васпитања на академији
- Миљка Брђанин-Бајић као Професорка Тодоровић (сезона 1)
- Немања Јаничић као Потпоручник Лојаница (сезоне 1 и 3)
- Марко Јањић као Десетар Раша Бајић (сезоне 1−2)
- Искра Брајовић као Кадеткиња Тања (сезоне 1−2)
- Немања Живковић као Кадет Жути (сезоне 1−2)
- Оливера Викторовић као Рада Џаковић, Џаковићева мајка
- Душица Жегарац као Вујка Џаковић, Џаковићева тетка (сезона 1)
- Ивана Михић као Емилија Стошић, Стошићева мајка
- Воја Брајовић као Стошићев отац (сезоне 1−2)
- Харис Бурина као Марадона Клисура, Клисурин отац (сезона 1 и 5)
- Феђа Стојановић као Рисов отац
- Дара Џокић као Будимирка Рисовић, Рисова мајка
- Власта Велисављевић као Рисов деда (сезоне 1−2)
- Бошко Пулетић као Надичин отац
- Мирсад Тука као Мраз, Вилотићев зет (сезоне 1−2)
- Стефан Бузуровић као Срђан (сезоне 1−2)
- Небојша Глоговац као Црни (сезоне 1−2)
- Александар Радојичић као Ненад (сезоне 2− )
- Баја Банге Намкосе као Поручница Лариса Сисоко Бенгаја (сезона 3)
- Ђорђе Марковић као наставник Жељко (сезона 4)
- Љубиша Баровић као Професор математике на академији (сезона 3)
- Зинаида Дедакин као Маријина мајка (сезона 3- )
- Ненад Ћирић као Маријин отац (сезона 3)
- Верољуб Јефтић као официр рачунач (сезона 4)
- Милутин Милошевић као Иван, Анђелин дечко (сезона 3)
- Слободан Тешић као Грујин отац (сезона 3)
- Бранка Шелић као Грујина мајка (сезона 3)
- Глигорије Маринковић као Грујин брат (сезона 3)
- Љубиша Милишић као Илијин отац (сезона 3)
- Марија Опсеница као Илијина мајка (сезона 3)

## Епизоде
| Сезона | Сезона | Епизоде | Епизоде | Оригинално емитовање | Оригинално емитовање |
| Сезона | Сезона | Епизоде | Епизоде | Премијера            | Финале               |
| ------ | ------ | ------- | ------- | -------------------- | -------------------- |
|        | 1.     | 16      | 16      | 28. јануар 2012.     | 12. мај 2012.        |
|        | ВА2    | ВА2     | ВА2     | 6. новембар 2013.    | 6. новембар 2013.    |
|        | 2.     | 7       | 7       | 16. фебруар 2014.    | 30. март 2014.       |
|        | ВА3    | ВА3     | ВА3     | 8. новембар 2016.    | 8. новембар 2016.    |
|        | 3.     | 15      | 15      | 19. фебруар 2017.    | 4. јун 2017.         |
|        | 4.     | 14      | 14      | 29. септембар 2018.  | 31. децембар 2018.   |
|        | ВА5    | ВА5     | ВА5     | 3. октобар 2019.     | 3. октобар 2019.     |
|        | 5.     | 10      | 10      | 11. јануар 2020.     | 14. март 2020.       |